# Goreopagurus lemaitrei
Goreopagurus lemaitrei is een tienpotigensoort uit de familie van de Paguridae. De wetenschappelijke naam van de soort is voor het eerst geldig gepubliceerd in 2007 door Nucci & de Melo.